# سیریل ماندوکی
سیریل ماندوکی (انگلیسی: Cyril Mandouki؛ زادهٔ ۲۱ اوت ۱۹۹۱) بازیکن فوتبال اهل فرانسه است.
از باشگاه‌هایی که در آن بازی کرده‌است می‌توان به باشگاه فوتبال پاریس اشاره کرد.
وی همچنین در تیم ملی فوتبال مارتینیک بازی کرده‌است.